# Last Night a DJ Saved My Life
Last Night a DJ Saved My Life – cover piosenki amerykańskiego zespołu Indeep, wydanej w 1982 roku. Kompozytorem utworu był wówczas Michael Cleveland. Amerykańska wokalistka muzyki pop/ R&B Mariah Carey wspólnie z DJ Clue i Duro wyprodukowała nową wersję piosenki na swój ósmy album studyjny Glitter.
W utworze tym Carey towarzyszą raperzy Busta Rhymes i Fabolous.
W listopadzie 2001 r. piosenka została wydana jako singel promujący album, jednak ze względu na konflikt wokalistki z wytwórnią Virgin Records nie otrzymał praw komercyjnych, stając się singelem promo. Do piosenki został nakręcony teledysk, a jego reżyserem została Sanaa Hamri.